# Coupe des États-Unis de soccer 2005
Navigation
Lamar Hunt U.S. Open Cup 2004 Lamar Hunt U.S. Open Cup 2006
La Coupe des États-Unis de soccer 2005 est la 92e édition de la Lamar Hunt US Open Cup, la plus ancienne des compétitions dans le soccer américain. C'est un système à élimination directe mettant aux prises des clubs de soccer amateurs, semi-pros et professionnels affiliés à la Fédération des États-Unis de soccer, qui l'organise conjointement avec les ligues locales.
La finale se tient le 28 septembre 2005, après six autres tours à élimination directe dans la phase finale mettant aux prises des clubs amateurs et professionnels. Les Rochester Raging Rhinos et le Minnesota Thunder sont les seules équipes à triompher contre des franchises de MLS. Les vainqueurs, les Los Angeles Galaxy, remportent ainsi leur second trophée dans cette compétition après l'édition 2001. À noter que la règle du but en or pour déterminer le vainqueur durant les prolongations n'est plus utilisé à compter de cette année.

## Calendrier
| Tour                                                                               | Nom               | Dates retenues | Équipes participantes | Équipes gagnantes |
| Entrée de 2 équipes de PDL et 2 équipes de USASA                                   |                   |                |                       |                   |
| 1                                                                                  | Tour préliminaire | 8 juin         | 4                     | 2                 |
| Entrée de 6 équipes de PDL, 6 équipes de USASA et 2 équipes de USL Second Division |                   |                |                       |                   |
| 2                                                                                  | Premier tour      | 15 juin        | 16                    | 8                 |
| Entrée de 4 équipes de USL Second Division et 4 équipes de USL First Division      |                   |                |                       |                   |
| 3                                                                                  | Deuxième tour     | 29 juin        | 16                    | 8                 |
| Entrée de 4 équipes de USL First Division et 4 équipes de MLS                      |                   |                |                       |                   |
| 4                                                                                  | Troisième tour    | 12-13 juillet  | 16                    | 8                 |
| Entrée de 8 équipes de MLS                                                         |                   |                |                       |                   |
| 5                                                                                  | Quatrième tour    | 3 août         | 16                    | 8                 |
| 6                                                                                  | Quarts de finale  | 24 août        | 8                     | 4                 |
| 7                                                                                  | Demi-finales      | 14 septembre   | 4                     | 2                 |
| 8                                                                                  | Finale            | 28 septembre   | 2                     | 1                 |

## Participants
| Entre au tour préliminaire                                                                             | Entre au premier tour                                                                                      | Entre au premier tour | Entre au deuxième tour | Entre au troisième tour | Entre au quatrième tour |
| USASA/PDL 2 équipes/2 équipes                                                                          | USASA/PDL/USL-2 6 équipes/6 équipes/2 équipes                                                              | USASA/PDL/USL-2 6 équipes/6 équipes/2 équipes | USL-2/USL-1 4 équipes/4 équipes | USL-1/MLS 4 équipes/4 équipes | MLS 8 équipes |
| USASA - Dallas Roma FC - Salinas Valley Samba Premier Development League - Cascade Surge - Cocoa Expos | USASA - AAC Eagles - Azzurri FC - Baltimore Colts FC - Greek American AA - Reggae Boyz - Sonoma County Sol | Premier Development League - Chicago Fire Premier - Des Moines Menace - El Paso Patriots - Ocean City Barons - Orange County Blue Star - Richmond Kickers Future USL Second Division - Cincinnati Kings - Pittsburgh Riverhounds | USL Second Division - Charlotte Eagles - Long Island Rough Riders - Western Mass Pioneers - Wilmington Hammerheads USL First Division - Charleston Battery - Minnesota Thunder - Seattle Sounders - Virginia Beach Mariners | USL First Division - Atlanta Silverbacks - Richmond Kickers - Rochester Raging Rhinos - Portland Timbers Major League Soccer - Chicago Fire - Chivas USA - FC Dallas - Real Salt Lake | Major League Soccer - Colorado Rapids - Columbus Crew - DC United - Kansas City Wizards - Los Angeles Galaxy - MetroStars - New England Revolution - San Jose Earthquakes |

Légende :

Major League Soccer (MLS) : Championnat de première division.

USL First Division (USL-1): Championnat de deuxième division organisé par la United Soccer Leagues (USL).

USL Second Division (USL-2): Championnat de troisième division organisé par la United Soccer Leagues (USL).

Premier Development League (PDL) : Championnat de quatrième division organisé par la United Soccer Leagues (USL).

United States Adult Soccer Association (USASA) : Organisateur des championnats de divisions inférieures.

## Résultats

### Tour préliminaire
| Date   | Division | Club          | Score            | Club                 | Division |
| ------ | -------- | ------------- | ---------------- | -------------------- | -------- |
| 8 juin | (PDL)    | Cascade Surge | 1-1 (4-2 t.a.b.) | Salinas Valley Samba | (USASA)  |
| 8 juin | (PDL)    | Cocoa Expos   | 2-7              | Dallas Roma FC       | (USASA)  |

### Premier tour
| Date    | Division | Club                    | Score            | Club                    | Division |
| ------- | -------- | ----------------------- | ---------------- | ----------------------- | -------- |
| 15 juin | (PDL)    | Richmond Kickers Future | 3-0              | Baltimore Colts FC      | (USASA)  |
| 15 juin | (USASA)  | Reggae Boyz             | 4-2              | Cincinnati Kings        | (USL-2)  |
| 15 juin | (USASA)  | Greek American AA       | 0-3              | Ocean City Barons       | (PDL)    |
| 15 juin | (PDL)    | Chicago Fire Premier    | 4-1              | AAC Eagles              | (USASA)  |
| 15 juin | (USASA)  | Dallas Roma FC          | 5-2              | Azzurri FC              | (USASA)  |
| 15 juin | (PDL)    | El Paso Patriots        | 3-1              | Orange County Blue Star | (PDL)    |
| 15 juin | (PDL)    | Des Moines Menace       | 1-1 (4-2 t.a.b.) | Pittsburgh Riverhounds  | (USL-2)  |
| 15 juin | (USASA)  | Sonoma County Sol       | 2-2 (5-6 t.a.b.) | Salinas Valley Samba    | (USASA)  |

### Deuxième tour
| Date    | Division | Club                    | Score | Club                     | Division |
| ------- | -------- | ----------------------- | ----- | ------------------------ | -------- |
| 29 juin | (PDL)    | Des Moines Menace       | 3-2   | Charleston Battery       | (USL-1)  |
| 29 juin | (PDL)    | El Paso Patriots        | 1-4   | Charlotte Eagles         | (USL-2)  |
| 29 juin | (PDL)    | Ocean City Barons       | 4-0   | Long Island Rough Riders | (USL-2)  |
| 29 juin | (USL-2)  | Wilmington Hammerheads  | 3-0   | Richmond Kickers Future  | (USASA)  |
| 29 juin | (USL-1)  | Virginia Beach Mariners | 3-0   | Sacramento Knights       | (PDL)    |
| 29 juin | (USL-2)  | Western Mass Pioneers   | 5-0   | Reggae Boyz              | (USASA)  |
| 29 juin | (USL-1)  | Minnesota Thunder       | 2-1   | Chicago Fire Premier     | (PDL)    |
| 29 juin | (USL-1)  | Seattle Sounders        | 3-1   | Salinas Valley Samba     | (USASA)  |

### Troisième tour
| Date       | Division | Club                    | Score     | Club                    | Division |
| ---------- | -------- | ----------------------- | --------- | ----------------------- | -------- |
| 12 juillet | (USL-1)  | Portland Timbers        | 2-0       | Seattle Sounders        | (USL-1)  |
| 13 juillet | (USL-2)  | Charlotte Eagles        | 2-3 a. p. | Chivas USA              | (MLS)    |
| 13 juillet | (USL-1)  | Atlanta Silverbacks     | 1-5       | Des Moines Menace       | (PDL)    |
| 13 juillet | (USL-1)  | Minnesota Thunder       | 6-4 a. p. | Real Salt Lake          | (MLS)    |
| 13 juillet | (USL-1)  | Richmond Kickers        | 8-4       | Ocean City Barons       | (PDL)    |
| 13 juillet | (MLS)    | FC Dallas               | 3-1 a. p. | Wilmington Hammerheads  | (USL-2)  |
| 13 juillet | (USL-1)  | Rochester Raging Rhinos | 2-1       | Virginia Beach Mariners | (USL-1)  |
| 13 juillet | (USL-2)  | Western Mass Pioneers   | 1-3       | Chicago Fire            | (MLS)    |

### Quatrième tour
| Date   | Division | Club                    | Score     | Club                 | Division |
| ------ | -------- | ----------------------- | --------- | -------------------- | -------- |
| 3 août | (USL-1)  | Portland Timbers        | 0-2       | San Jose Earthquakes | (MLS)    |
| 3 août | (MLS)    | Los Angeles Galaxy      | 5-2       | Chivas USA           | (MLS)    |
| 3 août | (MLS)    | Kansas City Wizards     | 6-1       | Des Moines Menace    | (PDL)    |
| 3 août | (USL-1)  | Minnesota Thunder       | 4-1       | Colorado Rapids      | (MLS)    |
| 3 août | (USL-1)  | Richmond Kickers        | 1-3       | DC United            | (MLS)    |
| 3 août | (MLS)    | Columbus Crew           | 1-3 a. p. | FC Dallas            | (MLS)    |
| 3 août | (USL-1)  | Rochester Raging Rhinos | 3-1       | MetroStars           | (MLS)    |
| 3 août | (MLS)    | New England Revolution  | 2-3 a. p. | Chicago Fire         | (MLS)    |

### Quarts de finale
| 24 août 2005 | San Jose Earthquakes | 1 – 2 | Los Angeles Galaxy |                                                                                    |                                                                                    |
|              | Cerritos 76e         |       | 5e 31e Gomez       | Spartan Stadium, San José, Californie Spectateurs : 4 373 Arbitrage : Terry Vaughn | Spartan Stadium, San José, Californie Spectateurs : 4 373 Arbitrage : Terry Vaughn |
|              | Rapport              |       |                    | Spartan Stadium, San José, Californie Spectateurs : 4 373 Arbitrage : Terry Vaughn | Spartan Stadium, San José, Californie Spectateurs : 4 373 Arbitrage : Terry Vaughn |

| 24 août 2005 | Kansas City Wizards | 1 - 3 | Minnesota Thunder                    |                                                                                   |                                                                                   |
|              | Pore 71e            |       | 33e 58e Menyongar · 54e (csc) Thomas | Julian Field, Parkville, Missouri Spectateurs : 1 551 Arbitrage : Michael Kennedy | Julian Field, Parkville, Missouri Spectateurs : 1 551 Arbitrage : Michael Kennedy |
|              | Rapport             |       |                                      | Julian Field, Parkville, Missouri Spectateurs : 1 551 Arbitrage : Michael Kennedy | Julian Field, Parkville, Missouri Spectateurs : 1 551 Arbitrage : Michael Kennedy |

| 24 août 2005        | DC United         | 1 – 1 1 - 4 t. a. b.             | FC Dallas  |                                                                                         |                                                                                         |
|                     | Gómez 47e         |                                  | 90+4e Ruiz | Maryland SoccerPlex, Germantown, Maryland Spectateurs : 4 258 Arbitrage : Abbey Okulaja | Maryland SoccerPlex, Germantown, Maryland Spectateurs : 4 258 Arbitrage : Abbey Okulaja |
|                     | Rapport           |                                  |            | Maryland SoccerPlex, Germantown, Maryland Spectateurs : 4 258 Arbitrage : Abbey Okulaja | Maryland SoccerPlex, Germantown, Maryland Spectateurs : 4 258 Arbitrage : Abbey Okulaja |
| Adu · Wilson · Gros | Tirs au but 1 - 4 | Ruiz · Vanney · Rhine · Thompson |            | Maryland SoccerPlex, Germantown, Maryland Spectateurs : 4 258 Arbitrage : Abbey Okulaja | Maryland SoccerPlex, Germantown, Maryland Spectateurs : 4 258 Arbitrage : Abbey Okulaja |

| 24 août 2005                              | Rochester Raging Rhinos | 1 - 1 4 - 5 t. a. b.                                  | Chicago Fire  |                                                                                |                                                                                |
|                                           | Miller 60e              |                                                       | 34e Cabellero | Frontier Field, Rochester, New York Spectateurs : 11 121 Arbitrage : Alex Prus | Frontier Field, Rochester, New York Spectateurs : 11 121 Arbitrage : Alex Prus |
|                                           | Rapport                 |                                                       |               | Frontier Field, Rochester, New York Spectateurs : 11 121 Arbitrage : Alex Prus | Frontier Field, Rochester, New York Spectateurs : 11 121 Arbitrage : Alex Prus |
| Miller · Bonseu · Bolaños · Howes · Rivas | Tirs au but 4 - 5       | Thiago Corrêa · Barrett · Guerrero · Thornton · Armas |               | Frontier Field, Rochester, New York Spectateurs : 11 121 Arbitrage : Alex Prus | Frontier Field, Rochester, New York Spectateurs : 11 121 Arbitrage : Alex Prus |

### Demi-finale
| 14 septembre 2005 | Los Angeles Galaxy                                       | 5 – 2 | Minnesota Thunder              |                                                                                    |                                                                                    |
|                   | Donovan 29e · Gomez 44e 81e · Marshall 77e · Ngwenya 82e |       | 54e Menyongar · 85e Dombrowski | Home Depot Center, Carson, Californie Spectateurs : 4 373 Arbitrage : Jair Marrufo | Home Depot Center, Carson, Californie Spectateurs : 4 373 Arbitrage : Jair Marrufo |
|                   | Rapport                                                  |       |                                | Home Depot Center, Carson, Californie Spectateurs : 4 373 Arbitrage : Jair Marrufo | Home Depot Center, Carson, Californie Spectateurs : 4 373 Arbitrage : Jair Marrufo |

| 14 septembre 2005 | FC Dallas   | 1 – 0 | Chicago Fire |                                                                                |                                                                                |
|                   | O'Brien 20e |       |              | Pizza Hut Park, Frisco, Texas Spectateurs : 7 311 Arbitrage : Baldomero Toledo | Pizza Hut Park, Frisco, Texas Spectateurs : 7 311 Arbitrage : Baldomero Toledo |
|                   | Rapport     |       |              | Pizza Hut Park, Frisco, Texas Spectateurs : 7 311 Arbitrage : Baldomero Toledo | Pizza Hut Park, Frisco, Texas Spectateurs : 7 311 Arbitrage : Baldomero Toledo |

### Finale
| 28 septembre 2005 | Los Angeles Galaxy | 1 - 0 | FC Dallas |                                                                                  |                                                                                  |
|                   | Gomez 5e           |       |           | Home Depot Center, Carson, Californie Spectateurs : 10 000 Arbitrage : Alex Prus | Home Depot Center, Carson, Californie Spectateurs : 10 000 Arbitrage : Alex Prus |
|                   | Rapport            |       |           | Home Depot Center, Carson, Californie Spectateurs : 10 000 Arbitrage : Alex Prus | Home Depot Center, Carson, Californie Spectateurs : 10 000 Arbitrage : Alex Prus |

| Los Angeles Galaxy | FC Dallas |

| Vainqueur de l'US Open Cup 2005 Los Angeles Galaxy 2e titre |

## Tableau final
|  | Quarts de finale        | Quarts de finale                          |                    |       | Demi-finales                                 | Demi-finales                                 |  |  | Finale                                       | Finale                                       |
|  | Quarts de finale        | Quarts de finale                          |                    |       | Demi-finales                                 | Demi-finales                                 |  |  | Finale                                       | Finale                                       |
|  |                         |                                           |                    |       |                                              |                                              |  |  |                                              |                                              |
|  | 24 août 2005            | 24 août 2005                              |                    |       | 14 septembre 2005, Home Depot Center, Carson | 14 septembre 2005, Home Depot Center, Carson |  |  | 28 septembre 2005, Home Depot Center, Carson | 28 septembre 2005, Home Depot Center, Carson |
|  | 24 août 2005            | 24 août 2005                              |                    |       | 14 septembre 2005, Home Depot Center, Carson | 14 septembre 2005, Home Depot Center, Carson |  |  | 28 septembre 2005, Home Depot Center, Carson | 28 septembre 2005, Home Depot Center, Carson |
|  | San Jose Earthquakes    | 1                                         |                    |       | 14 septembre 2005, Home Depot Center, Carson | 14 septembre 2005, Home Depot Center, Carson |  |  | 28 septembre 2005, Home Depot Center, Carson | 28 septembre 2005, Home Depot Center, Carson |
|  | San Jose Earthquakes    | 1                                         |                    |       | 14 septembre 2005, Home Depot Center, Carson | 14 septembre 2005, Home Depot Center, Carson |  |  | 28 septembre 2005, Home Depot Center, Carson | 28 septembre 2005, Home Depot Center, Carson |
|  | Los Angeles Galaxy      | 2                                         |                    |       | 14 septembre 2005, Home Depot Center, Carson | 14 septembre 2005, Home Depot Center, Carson |  |  | 28 septembre 2005, Home Depot Center, Carson | 28 septembre 2005, Home Depot Center, Carson |
|  | Los Angeles Galaxy      | 2                                         | Los Angeles Galaxy | 5     |                                              |                                              |  |  | 28 septembre 2005, Home Depot Center, Carson | 28 septembre 2005, Home Depot Center, Carson |
|  | 24 août 2005            |                                           | Los Angeles Galaxy | 5     |                                              |                                              |  |  | 28 septembre 2005, Home Depot Center, Carson | 28 septembre 2005, Home Depot Center, Carson |
|  |                         | Minnesota Thunder                         | 2                  |       |                                              |                                              |  |  | 28 septembre 2005, Home Depot Center, Carson | 28 septembre 2005, Home Depot Center, Carson |
|  | Kansas City Wizards     | Minnesota Thunder                         | 2                  | 1     |                                              |                                              |  |  | 28 septembre 2005, Home Depot Center, Carson | 28 septembre 2005, Home Depot Center, Carson |
|  | Kansas City Wizards     |                                           |                    | 1     |                                              |                                              |  |  | 28 septembre 2005, Home Depot Center, Carson | 28 septembre 2005, Home Depot Center, Carson |
|  | Minnesota Thunder       | 3                                         |                    |       |                                              |                                              |  |  | 28 septembre 2005, Home Depot Center, Carson | 28 septembre 2005, Home Depot Center, Carson |
|  | Minnesota Thunder       | 3                                         | Los Angeles Galaxy | 1     |                                              |                                              |  |  |                                              |                                              |
|  | 24 août 2005            |                                           | Los Angeles Galaxy | 1     |                                              |                                              |  |  |                                              |                                              |
|  |                         | FC Dallas                                 | 0                  |       |                                              |                                              |  |  |                                              |                                              |
|  | DC United               | FC Dallas                                 | 0                  | 1 (1) |                                              |                                              |  |  |                                              |                                              |
|  | DC United               | 14 septembre 2005, Pizza Hut Park, Frisco |                    | 1 (1) |                                              |                                              |  |  |                                              |                                              |
|  | FC Dallas               | 1 (4)                                     |                    |       |                                              |                                              |  |  |                                              |                                              |
|  | FC Dallas               | 1 (4)                                     | FC Dallas          | 1     |                                              |                                              |  |  |                                              |                                              |
|  | 4 août 2005             |                                           | FC Dallas          | 1     |                                              |                                              |  |  |                                              |                                              |
|  |                         | Chicago Fire                              | 0                  |       |                                              |                                              |  |  |                                              |                                              |
|  | Rochester Raging Rhinos | Chicago Fire                              | 0                  | 1 (4) |                                              |                                              |  |  |                                              |                                              |
|  | Rochester Raging Rhinos |                                           |                    | 1 (4) |                                              |                                              |  |  |                                              |                                              |
|  | Chicago Fire            | 1 (5)                                     |                    |       |                                              |                                              |  |  |                                              |                                              |
|  | Chicago Fire            | 1 (5)                                     |                    |       |                                              |                                              |  |  |                                              |                                              |

### Nombre d'équipes par division et par tour
| Divisions / Manches  | Tour préliminaire | Premier tour  | Deuxième tour | Troisième tour | Quatrième tour | Quarts de finale | Demi- finales | Finale |
| -------------------- | ----------------- | ------------- | ------------- | -------------- | -------------- | ---------------- | ------------- | ------ |
| MLS (D1) 12 équipes  | non présentes     | non présentes | non présentes | 4 présentes    | 11             | 6                | 3             | 2      |
| USL-1 (D2) 8 équipes | non présentes     | non présentes | 4 présentes   | 7              | 4              | 2                | 1             | Aucune |
| USL-2 (D3) 6 équipes | non présentes     | 2 présentes   | 4             | 3              | Aucune         | Aucune           | Aucune        | Aucune |
| PDL (D4) 8 équipes   | 2 présentes       | 6             | 5             | 2              | 1              | Aucune           | Aucune        | Aucune |
| USASA 8 équipes      | 2 présentes       | 8             | 3             | Aucune         | Aucune         | Aucune           | Aucune        | Aucune |
| Total                | 4                 | 16            | 16            | 16             | 16             | 8                | 4             | 2      |